# 八丈町立三原中学校
八丈町立三原中学校（はちじょうちょうりつみはらちゅうがっこう）は、東京都八丈島八丈町に所在する公立中学校。

## 沿革
- 1947年（昭和22年） - 開校。
- 1955年（昭和30年） - 現校名に改称[1]